# Єпіфанівська сільська рада
| Єпіфанівська сільська рада — колишній орган місцевого самоврядування у Кремінському районі Луганської області з адміністративним центром у с. Єпіфанівка. Історична дата утворення: в 1755 році. Водоймища на території, підпорядкованій даній раді: річка Борова. Сільській раді були підпорядковані населені пункти: - с. Єпіфанівка |

## Склад ради
Рада складалася з 12 депутатів та голови.

### Керівний склад ради
| ПІБ                             | Основні відомості                                                         | Дата обрання | Дата звільнення |
| ------------------------------- | ------------------------------------------------------------------------- | ------------ | --------------- |
| Несмашний Олексій Васильович    | Сільський голова, 1960 року народження, освіта, член Партії регіонів      | 26.03.2006   | 31.10.2010      |
| Островерхова Наталя Анатоліївна | Сільський голова, 1976 року народження, освіта вища, член Партії регіонів | 31.10.2010   |                 |

Примітка: таблиця складена за даними джерела